# کازوهیسا کاواهارا (بازیگر)
کازوهیسا کاواهارا (انگلیسی: Kazuhisa Kawahara; ۲۶ دسامبر ۱۹۶۱ – ) بازیگر، صداپیشه اهل ژاپن بود.